# Убежна точка
В графичната перспектива, убежната точка е абстрактна точка от въображаема равнина, в която двумерните проекции (или чертежите) на множество от успоредни линии от тримерното пространство изглеждат сякаш се сливат. Когато множеството от успоредни линии е перпендикулярно на проекционната равнина (с други думи равнината на изображението, позната също и с понятието картинна равнина) конструкцията е известна като перспектива с една убежна точка. Традиционните линейни чертежи или рисунки използват обекти с едно до три множества от успоредни линии, които „се пресичат“ съответно в една до три убежни точки.